# Nicolò Buratti
Nicolò Buratti, né le 7 juillet 2001 à Udine (Frioul), est un coureur cycliste italien. Il est membre de la formation Bahrain-Victorious.

## Biographie
Formé à la Pedale Manzanese, Nicolò Buratti est un ancien pratiquant de cyclo-cross.
Ayant signé un contrat avec Bahrain-Victorious, il doit rejoindre cette équipe à partir de 2024. Néanmoins, l'annonce en avril 2023 de l'arrêt de carrière d'Heinrich Haussler libère une place dans l'effectif de cette formation, place qui est attribuée à Buratti. Il dispute sa première course sous ce maillot à l'occasion de la Flèche brabançonne.

## Palmarès
- 2018
  - 2e de la Coppa Montes
- 2020
  - Trofeo Città di Sant'Egidio
  - 3e du Gran Premio Chianti Colline d'Elsa
- 2022
  -  Champion d'Italie du contre-la-montre par équipes espoirs
  - Challenge Ciclismoweb
  - Gran Premio La Torre
  - Prologue de la Carpathian Couriers Race[2]
  - Grand Prix de Poggiana
  - Gran Premio Capodarco
  - Grand Prix Colli Rovescalesi
  - 1re (contre-la-montre par équipes) et 4e étapes du Tour du Frioul-Vénétie Julienne
  - Targa Crocifisso
  - Gran Premio Ezio Del Rosso
  - 2e de Florence-Empoli
  - 2e du Tour du Frioul-Vénétie Julienne
  - 3e du Grand Prix Slovenian Istria
- 2023
  - 2e étape du Kreiz Breizh Elites
  - 2e du Grand Prix San Giuseppe
  - 2e de Gand-Wevelgem espoirs
  - 3e de Florence-Empoli

### Classements mondiaux
| Année                                 | 2022 | 2023  | 2024  |
| ------------------------------------- | ---- | ----- | ----- |
| Classement mondial                    | nc   | 1073e | 2132e |
| UCI Europe Tour                       | 302e | nc    | nc    |
|                                       |      |       |       |
| Légende : nc = non classéSource : UCI |      |       |       |

## Distinctions
- Oscar TuttoBici espoirs : 2022